# Ferrari F300
Ferrari F300 – samochód Formuły 1, zaprojektowany przez Rossa Brawna, Rory'ego Byrne'a i Willema Toeta, skonstruowany przez Ferrari na sezon 1998. Kierowcami samochodu byli Michael Schumacher i Eddie Irvine.

## Historia
Model F300 został zaprojektowany jako zupełnie nowy samochód wokół nowych przepisów, uwzględniających mniejszy rozstaw osi i nowe, rowkowane opony, które zastąpiły slicki. Nowatorsko rozwiązany został problem projektu aerodynamicznego, który w następnych latach zapewnił Ferrari przewagę nad rywalami. Zastosowano nowy silnik o oznaczeniu 047, charakteryzujący się kątem nachylenia między rzędami cylindrów wynoszącym 80 stopni. Zmodyfikowano zawieszenie samochodu – przednie amortyzatory nadal były zamontowane pionowo, natomiast drążki skrętne były skręcane, a zarówno z przodu jak i z tyłu zastosowano zawieszenie typu push-rod.
W 1998 roku Michael Schumacher i Ferrari ponownie walczyli o tytuły mistrzowskie, jednakże w roli głównego konkurenta Jacques’a Villeneuve’a i Williamsa zastąpili Mika Häkkinen i McLaren. Decydującym wyścigiem sezonu było Grand Prix Japonii, ale błąd na starcie oraz uszkodzenie opony w trakcie wyścigu pozbawiły Schumachera szans na tytuł mistrzowski. Mimo to Niemiec wygrał sześć wyścigów (Argentyna, Kanada, Francja, Wielka Brytania, Węgry i Włochy), a Ferrari zdobyło 133 punkty w klasyfikacji konstruktorów.

## Wyniki w Formule 1
| Legenda oznaczeń w tabelach wyników Wyświetl szablon na nowej stronie | Legenda oznaczeń w tabelach wyników Wyświetl szablon na nowej stronie                                                                     |
| Oznaczenie                                                            | Wyjaśnienie |
| --------------------------------------------------------------------- | --- |
| Złoty                                                                 | Zwycięzca lub mistrzostwo |
| Srebrny                                                               | 2. miejsce lub wicemistrzostwo |
| Brązowy                                                               | 3. miejsce lub II wicemistrzostwo |
| Zielony                                                               | Ukończył, punktował (w klasyfikacji generalnej, gdy zdobył co najmniej jeden punkt na przestrzeni sezonu, poza trzema powyższymi opcjami) |
| Niebieski                                                             | Ukończył, nie punktował (w klasyfikacji generalnej, gdy nie zdobył co najmniej jednego punktu na przestrzeni sezonu)                      |
| Czerwony                                                              | Nie zakwalifikował się (NZ) |
| Czerwony                                                              | Nie prekwalifikował się (NPK) |
| Różowy                                                                | Nie ukończył (NU) |
| Różowy                                                                | Niesklasyfikowany (NS) (w klasyfikacji generalnej, gdy nie został sklasyfikowany w żadnym wyścigu sezonu)                                 |
| Czarny                                                                | Zdyskwalifikowany (DK) |
| Czarny                                                                | Wykluczony (WYK/EX) |
| Biały                                                                 | Nie wystartował (NW) |
| Biały                                                                 | Kontuzjowany (K/INJ) |
| Biały                                                                 | Wyścig odwołany (OD/C) |
| Bez koloru                                                            | Został wycofany (WYC/WD) |
| Bez koloru                                                            | Nie przybył (NP/DNA) |
| Bez koloru                                                            | Nie brał udziału w treningach (NT/DNP) |
| Bez koloru                                                            | Nie został zgłoszony (–) |
| Pogrubienie                                                           | Start z pole position |
| Kursywa                                                               | Najszybsze okrążenie wyścigu |
| †                                                                     | Nie ukończył, ale jego rezultat został zaliczony ze względu na przejechanie więcej niż 90% dystansu wyścigu.                              |
| *                                                                     | Sezon w trakcie |
| 1/2/3                                                                 | Punktowana pozycja w sprincie kwalifikacyjnym                                                                                             |
| Lista systemów punktacji Formuły 1                                    | |

| Sezon | Zespół                    | Silnik  | Kierowcy           | Wyniki w poszczególnych eliminacjach | Wyniki w poszczególnych eliminacjach | Wyniki w poszczególnych eliminacjach | Wyniki w poszczególnych eliminacjach | Wyniki w poszczególnych eliminacjach | Wyniki w poszczególnych eliminacjach | Wyniki w poszczególnych eliminacjach | Wyniki w poszczególnych eliminacjach | Wyniki w poszczególnych eliminacjach | Wyniki w poszczególnych eliminacjach | Wyniki w poszczególnych eliminacjach | Wyniki w poszczególnych eliminacjach | Wyniki w poszczególnych eliminacjach | Wyniki w poszczególnych eliminacjach | Wyniki w poszczególnych eliminacjach | Wyniki w poszczególnych eliminacjach | Wyniki kierowców | Wyniki kierowców | Wyniki konstruktora | Wyniki konstruktora |
| 1998  |                           |         |                    | Australia                            | Brazylia                             | Argentyna                            | San Marino                           | Hiszpania                            | Monako                               | Kanada                               | Francja                              | Wielka Brytania                      | Austria                              | Niemcy                               | Węgry                                | Belgia                               | Włochy                               | Luksemburg                           | Japonia                              | Pkt.             | Msc.             | Pkt.                | Msc.                |
| ----- | ------------------------- | ------- | ------------------ | ------------------------------------ | ------------------------------------ | ------------------------------------ | ------------------------------------ | ------------------------------------ | ------------------------------------ | ------------------------------------ | ------------------------------------ | ------------------------------------ | ------------------------------------ | ------------------------------------ | ------------------------------------ | ------------------------------------ | ------------------------------------ | ------------------------------------ | ------------------------------------ | ---------------- | ---------------- | ------------------- | ------------------- |
| 1998  | Scuderia Ferrari Marlboro | Ferrari | Michael Schumacher | NU                                   | 3                                    | 1                                    | 2                                    | 3                                    | 10                                   | 1                                    | 1                                    | 1                                    | 3                                    | 5                                    | 1                                    | NU                                   | 1                                    | 2                                    | NU                                   | 86               | 2                | 133                 | 2                   |
| 1998  | Scuderia Ferrari Marlboro | Ferrari | Eddie Irvine       | 4                                    | 8                                    | 3                                    | 3                                    | NU                                   | 3                                    | 3                                    | 2                                    | 3                                    | 4                                    | 8                                    | NU                                   | NU                                   | 2                                    | 4                                    | 2                                    | 47               | 4                | 133                 | 2                   |